# Neotoma albigula
Neotoma albigula är en däggdjursart som beskrevs av Hartley 1894. Neotoma albigula ingår i släktet egentliga skogsråttor, och familjen hamsterartade gnagare. IUCN kategoriserar arten globalt som livskraftig. Inga underarter finns listade i Catalogue of Life.
Arten är med en genomsnittlig kroppslängd av 328 mm, inklusive en 152 mm lång svans en medelstor skogsråtta. Den genomsnittliga vikten för honor är 188 g och hannar väger omkring 224 g. Den långa svansen är täckt med ganska långa hår men den är inte yvig. Neotoma albigula kan tappa svansen utan större problem (autotomi). Arten har jämförd med andra egentliga skogsråttor långa öron och en kort samt mjuk päls. På ovansidan förekommer brunaktig päls med svart skugga och strupen samt bröstet är täckta med vit päls. Även svansen är uppdelad i en brungrå ovansida och en vitaktig undersida. I områden med stelnad lava och i vissa andra delar av utbredningsområdet lever individer med svartaktig päls (melanism).
Arten förekommer i sydvästra USA och i nordvästra Mexiko. Den lever i låglandet och i bergstrakter upp till 2500 meter över havet. Gnagaren vistas i torra landskap som buskskogar, klippiga bergstrakter, områden med glest fördelade träd och halvöknar.
För att täcka vätskebehovet äter arten ofta suckulenter av opuntiasläktet. Dessutom ingår gröna växtdelar från buskar och gräs i födan samt enbär och palmliljor. Individerna gömmer sig på dagen i bergssprickor, i grottor, i trädens håligheter, i byggnader som sällan används av människor och i självgrävda bon. Dessutom bygger Neotoma albigula liksom andra skogsråttor bon av olika föremål som kan ha en diameter av 2 meter och en höjd av 60 cm. Boets centrala kammare fodras med gräs. Arten letar under natten efter föda. Varje individ lever utanför parningstiden ensam men reviren överlappar varandra i flera fall. Endast regionen närmast boet försvaras mot artfränder. Artens exemplar varnar varandra för faror genom att trumma med foten på marken. Neotoma albigula jagas av olika medelstora rovdjur, av ugglor och av skallerormar. Beroende på utbredning kan honor bli brunstiga under alla årstider eller bara från våren till sensommaren. Olika källor anger en dräktighetstid av 30 respektive 37 dagar och vanligen föds tvillingar. Ungarna kan efter 17 till 55 dagar äta suckulenter. I naturen lever hannar troligtvis längre än honor.